# NASCAR Nextel Cup 2005

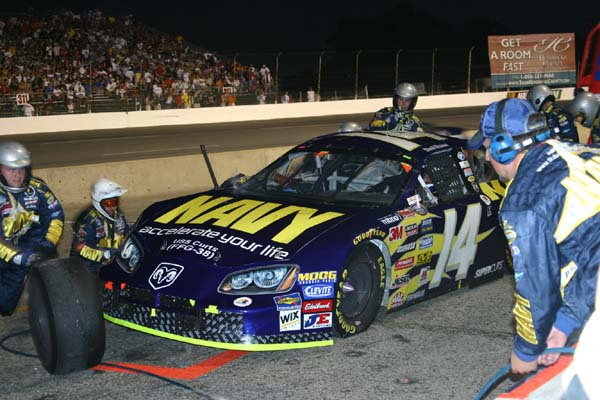
Boxenstopp von David Stremme im Pennsylvania 500 auf dem Pocono Raceway

Der NASCAR Nextel Cup 2005 begann am 19. Februar mit dem Daytona 500. Die Saison endete am 12. November mit dem NAPA 400. 2005 war die letzte Saison mit hoher Punktezahl in der Fahrerwertung, weil ab der Saison 2006 der Chase eingeführt wurde. Rookie des Jahres war Kyle Busch und der Titel Most Popular Driver ging an Dale Earnhardt junior.

## Rennkalender
Alle Rennen finden in den Vereinigten Staaten statt. Die Rennen 16 (Sonoma Raceway) und 22 (Watkins Glen International) sind die einzigen, die nicht auf Ovalkursen stattfinden.
| Nr. | Datum         | Rennen (Ort)                                                  | Sieger              | Zweiter         | Dritter               | Pole-Position | Meiste Führungsrunden | Gesamtführender |
| --- | ------------- | ------------------------------------------------------------- | ------------------- | --------------- | --------------------- | ------------- | --------------------- | --------------- |
| 01  | 19. Februar   | Daytona 500 Daytona International Speedway                    | Jeff Gordon         | Kurt Busch      | Dale Earnhardt junior | Kyle Busch    |                       |                 |
| 02  | 27. Februar   | Auto Club 500 Auto Club Speedway                              | Greg Biffle         | Jimmie Johnson  | Kurt Busch            | Ryan Newman   |                       |                 |
| 03  | 13. März      | UAW-DaimlerChrysler 400 Las Vegas Motor Speedway              | Jimmie Johnson      | Kyle Busch      | Kurt Busch            |               |                       |                 |
| 04  | 20. März      | Golden Corral 500 Atlanta Motor Speedway                      | Carl Edwards        | Jimmie Johnson  | Greg Biffle           |               |                       |                 |
| 05  | 3. April      | Food City 500 Bristol Motor Speedway                          | Kevin Harvick       | Elliott Sadler  | Tony Stewart          |               |                       |                 |
| 06  | 10. April     | Advance Auto Parts 500 Martinsville Speedway                  | Jeff Gordon         | Kasey Kahne     | Mark Martin           |               |                       |                 |
| 07  | 17. April     | Samsung/RadioShack 500 Texas Motor Speedway                   | Greg Biffle         | Jamie McMurray  | Jimmie Johnson        |               |                       |                 |
| 08  | 23. April     | Subway Fresh 500 Phoenix International Raceway                | Kurt Busch          | Michael Waltrip | Jeff Burton           |               |                       |                 |
| 09  | 1. Mai        | Aaron’s 499 Talladega Superspeedway                           | Jeff Gordon         | Tony Stewart    | Michael Waltrip       |               |                       |                 |
| 010 | 7. Mai        | Dodge Charger 500 Darlington Raceway                          | Greg Biffle         | Jeff Gordon     | Kasey Kahne           |               |                       |                 |
| 011 | 14. Mai       | Chevy American Revolution 400 Richmond International Raceway  | Kasey Kahne         | Tony Stewart    | Ryan Newman           |               |                       |                 |
| 012 | 29. Mai       | Coca-Cola 600 Charlotte Motor Speedway                        | Jimmie Johnson      | Bobby Labonte   | Carl Edwards          |               |                       |                 |
| 013 | 5. Juni       | MBNA RacePoints 400 Dover International Speedway              | Greg Biffle         | Kyle Busch      | Mark Martin           |               |                       |                 |
| 014 | 12. Juni      | Pocono 500 Pocono Raceway                                     | Carl Edwards        | Brian Vickers   | Joe Nemechek          |               |                       |                 |
| 015 | 19. Juni      | Batman Begins 400 Michigan International Speedway             | Greg Biffle         | Tony Stewart    | Mark Martin           |               |                       |                 |
| 016 | 26. Juni      | Dodge/Save Mart 350 Infineon Raceway                          | Tony Stewart        | Ricky Rudd      | Kurt Busch            |               |                       |                 |
| 017 | 2. Juli       | Pepsi 400 Daytona International Speedway                      | Tony Stewart        | Jamie McMurray  | Dale Earnhardt junior |               |                       |                 |
| 018 | 10. Juli      | USG Sheetrock 400 Chicagoland Speedway                        | Dale Earnhardt, Jr. | Matt Kenseth    | Jimmie Johnson        |               |                       |                 |
| 019 | 17. Juli      | New England 300 New Hampshire International Speedway          | Tony Stewart        | Kurt Busch      | Bobby Labonte         |               |                       |                 |
| 020 | 24. Juli      | Pennsylvania 500 Pocono Raceway                               | Kurt Busch          | Rusty Wallace   | Mark Martin           |               |                       |                 |
| 021 | 7. August     | Allstate 400 at the Brickyard Indianapolis Motor Speedway     | Tony Stewart        | Kasey Kahne     | Brian Vickers         |               |                       |                 |
| 022 | 14. August    | Sirius Satellite Radio at the Glen Watkins Glen International | Tony Stewart        | Robby Gordon    | Bob Said              |               |                       |                 |
| 023 | 21. August    | GFS Marketplace 400 Michigan International Speedway           | Jeremy Mayfield     | Scott Riggs     | Matt Kenseth          |               |                       |                 |
| 024 | 27. August    | Sharpie 500 Bristol Motor Speedway                            | Matt Kenseth        | Jeff Burton     | Greg Biffle           |               |                       |                 |
| 025 | 4. September  | Sony HD 500 Auto Club Speedway                                | Kyle Busch          | Greg Biffle     | Brian Vickers         |               |                       |                 |
| 026 | 10. September | Chevy Rock & Roll 400 Richmond International Raceway          | Kurt Busch          | Matt Kenseth    | Greg Biffle           |               |                       |                 |
| 027 | 18. September | Sylvania 300 New Hampshire Motor Speedway                     | Ryan Newman         | Tony Stewart    | Matt Kenseth          |               |                       |                 |
| 028 | 25. September | MBNA RacePoints 400 Dover International Speedway              | Jimmie Johnson      | Kyle Busch      | Rusty Wallace         |               |                       |                 |
| 029 | 2. Oktober    | UAW-Ford 500 Talladega Superspeedway                          | Dale Jarrett        | Tony Stewart    | Matt Kenseth          |               |                       |                 |
| 030 | 9. Oktober    | Banquet 400 presented by ConAgra Foods Kansas Speedway        | Mark Martin         | Greg Biffle     | Carl Edwards          |               |                       |                 |
| 031 | 15. Oktober   | UAW-GM Quality 500 Charlotte Motor Speedway                   | Jimmie Johnson      | Kurt Busch      | Greg Biffle           |               |                       |                 |
| 032 | 23. Oktober   | Subway 500 Martinsville Speedway                              | Jeff Gordon         | Tony Stewart    | Jimmie Johnson        |               |                       |                 |
| 033 | 30. Oktober   | Bass Pro Shops MBNA 500 Atlanta Motor Speedway                | Carl Edwards        | Jeff Gordon     | Mark Martin           |               |                       |                 |
| 034 | 6. November   | Dickies 500 Texas Motor Speedway                              | Carl Edwards        | Mark Martin     | Matt Kenseth          |               |                       |                 |
| 035 | 13. November  | Checker Auto Parts 500 Phoenix International Raceway          | Kyle Busch          | Greg Biffle     | Jeff Gordon           |               |                       |                 |
| 036 | 20. November  | Ford 400 Homestead-Miami Speedway                             | Greg Biffle         | Mark Martin     | Matt Kenseth          |               |                       |                 |

### Fahrerwertung
| Pos. | Fahrer             | Siege | Punkte |
| ---- | ------------------ | ----- | ------ |
| 01.  | Tony Stewart       |       | 6533   |
| 02.  | Greg Biffle        |       | 6498   |
| 03.  | Carl Edwards       |       | 6498   |
| 04.  | Mark Martin        |       | 6428   |
| 05.  | Jimmie Johnson     |       | 6406   |
| 06.  | Ryan Newman        |       | 6359   |
| 07.  | Matt Kenseth       |       | 6352   |
| 08.  | Rusty Wallace      |       | 6140   |
| 09.  | Jeremy Mayfield    |       | 6073   |
| 010. | Kurt Busch         |       | 5974   |
| 11.  | Jeff Gordon        |       | 4174   |
| 12.  | Jamie McMurray     |       | 4130   |
| 13.  | Eliott Sadler      |       | 4084   |
| 14.  | Kevin Harvick      |       | 4072   |
| 15.  | Dale Jarrett       |       | 3960   |
| 16.  | Joe Nemechek       |       | 3953   |
| 17.  | Barin Vickers      |       | 3847   |
| 18.  | Jeff Burton        |       | 3803   |
| 19.  | Dale Earnhardt jr. |       | 3780   |
| 20.  | Kyle Busch         |       | 3753   |
| 21.  | Ricky Rudd         |       | 3667   |
| 22.  | Casey Mears        |       | 3637   |
| 23.  | Regan Smith        |       | 670    |
| 24.  | Bobby Labonte      |       | 665    |
| 25.  | Mark Martin        |       | 563    |
| 26.  | Kurt Busch         |       | 557    |
| 27.  | David Ragan        |       | 530    |
| 28.  | David Gilliland    |       | 520    |
| 29.  | Travis Kvapil      |       | 512    |
| 30.  | Casey Mears        |       | 511    |
| 31.  | Landon Cassill     |       | 475    |
| 32.  | A. J. Allmendinger |       | 400    |
| 33.  | Dave Blaney        |       | 367    |
| 34.  | David Reutimann    |       | 337    |
| 35.  | Brian Vickers      |       | 213    |
| 36.  | David Stremme      |       | 198    |
| 37.  | Michael McDowell   |       | 153    |
| 38.  | J. J. Yeley        |       | 151    |
| 39.  | Josh Wise          |       | 123    |
| 40.  | Ken Schrader       |       | 111    |
| 41.  | Stephen Leicht     |       | 107    |
| 42.  | Michael Waltrip    |       | 94     |
| 43.  | Terry Labonte      |       | 94     |
| 44.  | Scott Speed        |       | 89     |
| 45.  | Tony Raines        |       | 71     |
| 46.  | Scott Riggs        |       | 52     |
| 47.  | Brendan Gaughan    |       | 50     |
| 48.  | Bob Said           |       | 34     |
| 49.  | Bill Elliott       |       | 14     |
| 50.  | Hermie Sadler      |       | 13     |
| 51.  | Mike Olsen         |       | 11     |
| 52.  | Robby Gordon       |       | 11     |
| 53.  | Mike Skinner       |       | 10     |

### Herstellerwertung

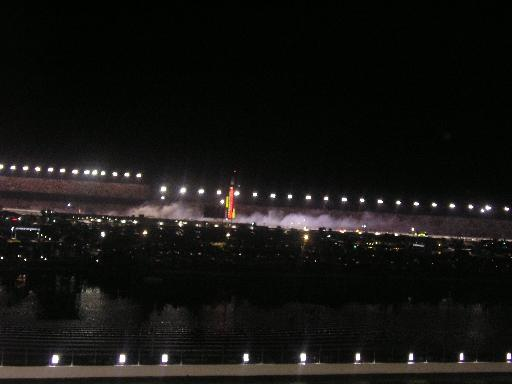
Unfall auf dem Daytona International Speedway am 2. Juli 2005

Stand: Nach 36 von 36 Rennen
| Pos. | Hersteller | Siege | Punkte |
| ---- | ---------- | ----- | ------ |
| 1.   | Chevrolet  | 17    | 259    |
| 2.   | Ford       | 16    | 246    |
| 3.   | Dodge      | 3     | 179    |